# Monterey (Nova Gales do Sul)

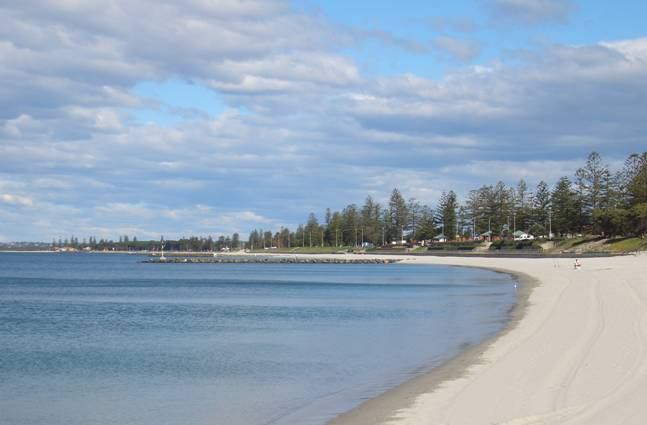
Praia de Monterey

Monterey é um subúrbio meridional de Sydney, no estado de Nova Gales do Sul, Austrália. Monterey localiza-se a 15 km sul do centro de Sydney e faz parte da área de St George. Monterey situa-se na área de administração territorial da City of Rockdale. O código postal é 2217.